# ベネズエラ文学
ベネズエラ文学（ベネズエラぶんがく、スペイン語:Literatura de Venezuela）では、ベネズエラ・ボリバル共和国の文学について概説する。

## 歴史

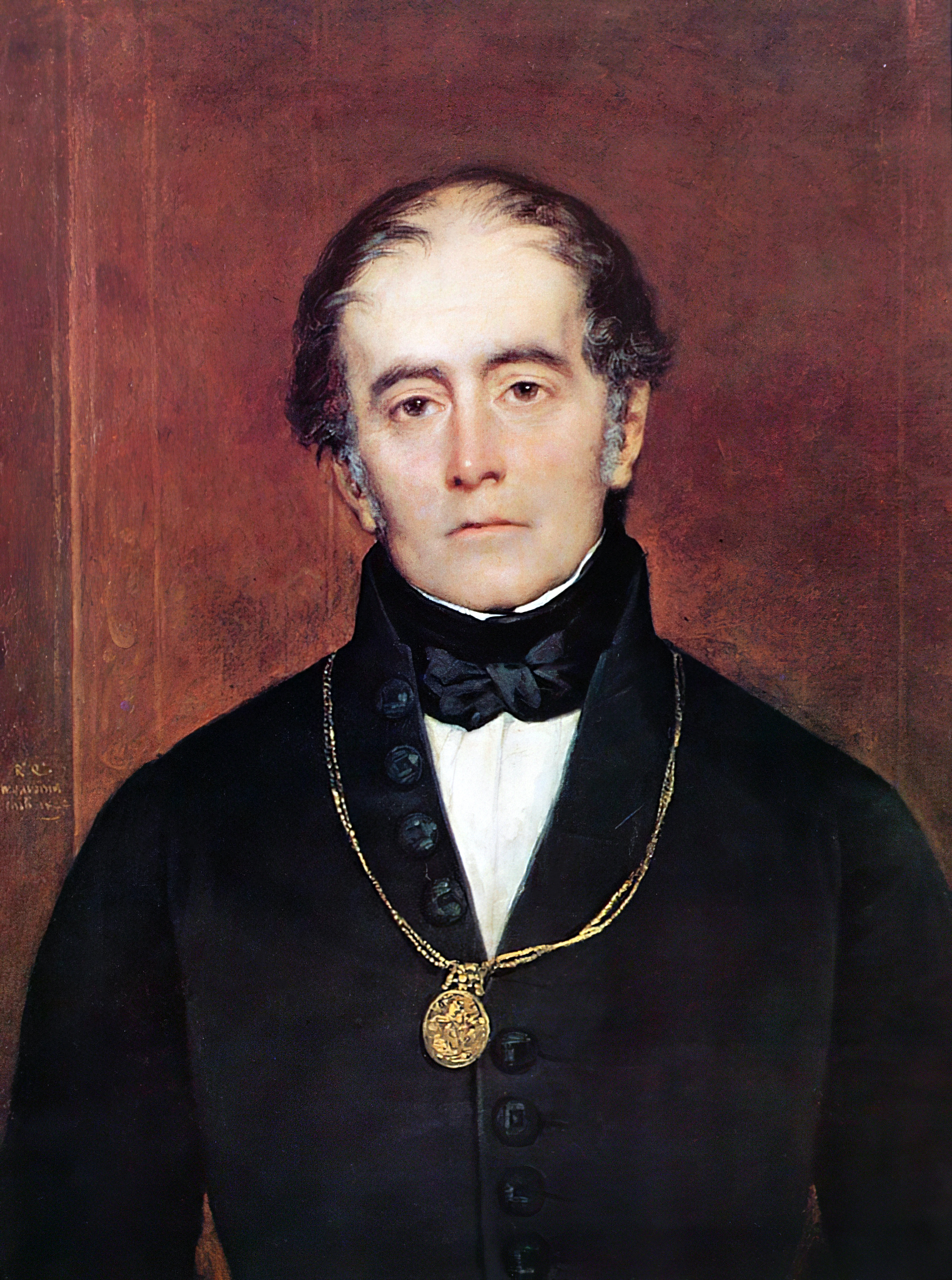
アンドレス・ベーリョ。

独立戦争の時期にはアンドレス・ベーリョが活躍した。青年時代にアレクサンダー・フンボルトから影響を受け、独立戦争の展開の最中にイギリスに渡ったベーリョは、その地で『熱帯地方の農業詩』（1823年）を著した。アメリカ合衆国への帰還後、ベーリョはチリに渡り、チリ大学の創設者となった。独立後は、フェルミン・トロが詩や小説の中でロマン主義を展開した。
ニカラグア生まれのルベン・ダリオによってモデルニスモ文学がイスパノアメリカを覆うと、ベネズエラからもルフィノ・ブランコ・フォンボナが『アメリカ物語』（1904年）や『黄金の男』（1920年）などの小説を残し、マヌエル・ディアス・ロドリゲスは『砕けた偶像』（1901年）、『貴族の血』（1902年）でほぼ完全に自然主義とモデルニスモ文学を融合している。
ロムロ・ガリェーゴスは文体的にはモデルニスモから出発したものの、自然主義的な観点から時刻の密林や平原などを舞台に様々な作品を描き、『最後のソラル』、『ドニャ・バルバラ』（1929年）、『カナイマ』（1935年）などの小説を残した。後にガリェーゴスは短期間大統領となった。同時期には『赤い槍』（1931年）、『エル・ドラードへの道』（1947年）などのアルトゥーロ・ウスラル・ピエトリも活動していた。

## 脚註